# Nguyễn Phúc Lan

Porträt von Nguyễn Phúc Lan (Fürst Thượng)

Nguyễn Phúc Lan (chữ Hán: 阮福瀾, * 13. August 1601; † 19. März 1648) war der dritte Nguyễn-Fürst. Er regierte von 1635 bis zu seinem Tod 1648 über den Süden Vietnams von Phú Xuân (dem heutigen Huế) aus. Sein Herrschertitel lautete Chúa Thượng (chữ Nôm: 主上, „Fürst Thượng“, wortwörtlich etwa „Hocherhabener Fürst“).

## Herrschaft

### Erste Jahre
Nguyễn Phúc Lan war der zweite Sohn von Nguyễn Phúc Nguyên und dessen Frau Mạc Thị Giai, Tochter des Generals Mạc Kính Điển, der ein Angehöriger des Mạc-Hauses war. Als sein Vater um 1635 während des Trịnh-Nguyễn-Krieges starb, erbte er mit etwa 34 Jahren den Thron des Nguyễn-Staatswesens Đàng Trong (Cochinchina).
Fürst Nguyễn Phúc Lan war nicht bereit, Frieden mit den Trịnh zu schließen und setzte die Politik seines Vaters fort, indem er starke Verteidigungsanlagen errichtete, gleichzeitig freundschaftliche Beziehungen zu den Portugiesen aufrechterhielt und nach Süden in kambodschanisches und Champa-Territorium expandierte. In Anlehnung an seinen Großvater nahm er den Königstitel (Vương) an.

### Wechsel der Hauptresidenz
Im Jahr 1636 verlegte er seine Hauptresidenz vom Dorf Phước Yên (Bezirk Quảng Điền, Provinz Thừa Thiên) ins Dorf Kim Long (Bezirk Hương Trà, Provinz Thừa Thiên), da Kim Long zu dieser Zeit viele Vorteile für den Handel brachte.

### Verhältnis zum Christentum
Im Jahr 1640 kehrte der berühmte Jesuitenmissionar Alexandre de Rhodes nach Vietnam zurück, diesmal kam er zum Nguyễn-Fürstenhof in Phú Xuân. Zehn Jahre zuvor war de Rhodes gezwungen worden, den Trịnh-Fürstenhof in Hanoi zu verlassen. Jetzt war er zurück, mit dem Argument, dass die in Hanoi gegen ihn verhängten Regeln in Phú Xuân nicht gelten würden. Er begann, die einheimischen Vietnamesen zum römisch-katholischen Glauben zu bekehren und Kirchen zu bauen. Sechs Jahre danach kam Fürst Nguyễn Phúc Lan jedoch zum gleichen Schluss wie Fürst Trịnh Tráng, dass de Rhodes und die katholische Kirche eine Bedrohung für ihre Herrschaft darstellten. De Rhodes wurde zum Tode verurteilt, jedoch wurde das Urteil auf Verbannung reduziert, da ihm bei seiner erneuten Rückkehr die Todesstrafe drohte. De Rhodes kehrte nie wieder nach Vietnam zurück, aber die vietnamesischen Katholiken blieben und praktizierten weiterhin ihre neue Religion.

### Affäre mit Tống Thị
Tống Thị Toại war die Frau des früh verstorbenen Nguyễn Phúc Kỳ, des ältesten Sohnes von Nguyễn Phúc Nguyên und Gouverneur von Quảng Nam. Sie war somit  Fürst Nguyễn Phúc Lans  Schwägerin.
Tống Thị ging zum Fürstenpalast in Kim Long, um Fürst Nguyễn Phúc Lan zu treffen. Sie nutzte die Gelegenheit, um ihre miserable Situation bei ihm zu beklagen, und brachte sogar Jade und Blumen als Opfergabe mit. Weil sie schön und wohlerzogen war, hatte Nguyễn Phúc Lan Mitleid mit ihr und erlaubte ihr, sich im Palast aufzuhalten.
Tống Thị hatte große Ambitionen: Falls sie keine Konkubine werden konnte, musste sie  Besitzerin des Staatsschatzes werden. Dank ihrer Stellung bei Fürst Nguyễn Phúc Lan versuchte Tống Thị, sich zu bereichern, indem sie Bestechungsgelder annahm und das Volk ausbeutete. Aus diesem Grund waren die fürstlichen Beamten und das Volk sehr entsetzt. Einige waren entschlossen, Tống Thị zu töten. Tống Thị hatte Angst, und weil Fürst Trịnh Tráng ihrem Vater Tống Phước Thông vertraute, schickte Tống Thị heimlich einen Brief an Trịnh Tráng, in dem sie Trịnh Tráng aufforderte, eine Invasionsarmee aufzustellen. Tống Thị versprach, ihr Vermögen zur Unterstützung der Armee einzusetzen. Tráng erhielt den Brief und führte sofort eine Invasion nach Đàng Trong aus. Im Jahr 1643 drang die Trịnh-Armee in Đàng Trong ein, errang jedoch keinen Sieg. Trotz ihrer Aktionen wurde Tống Thị nicht von Nguyễn Phúc Lan bestraft.

### Konflikt mit den Niederlanden
Ab 1641 plünderten niederländische Kriegsschiffe kontinuierlich Đàng Trong (Cochinchina). Im November 1641 wurden zwei niederländische Schiffe von Fürst Nguyễn Phúc Lans Armee nahe der Küste der Insel Cù Lao Chàm wegen Verletzung der vietnamesischen Hoheitsgewässer versenkt. 82 niederländische Soldaten wurden vom Fürsten Nguyễn Phúc Lan in Hội An eingesperrt und daraufhin beschlagnahmte Nguyễn Phúc Lan beide Schiffe.
Im Mai 1642 schickte die Niederländische Ostindien-Kompanie Kriegsschiffe, um die einheimische Bevölkerung in der Zentralküste Vietnams zu verjagen und dort zu plündern.
Im Juni 1643 drangen drei niederländische Kriegsschiffe, De Wijdeness, Waterhond und Vos, auf Wunsch des Fürsten Trịnh Tráng in Thuận An ein, um Nguyễn Phúc Lan anzugreifen. Nguyễn Phúc Tần, der zweitälteste Sohn, missachtete den Befehl seines Vaters, indem er die niederländischen Kriegsschiffe mit mehr als 50 Schiffen einen Überraschungsangriff startete. Die De Wijdeness, das schwerste und langsamste der drei Schiffe, wurde von vier Ruderbooten überholt, dessen Ruder wurden  gebrochen, den Mast geworfen. Die Besatzung klammerte sich an beiden Seiten des Schiffes fest. Kapitän Pieter Baek hatte keine Hoffnung mehr auf eine Flucht, zündete das Schießpulverlager an und brannte das Schiff selbst nieder. Dabei kamen Pieter Baek und viele Seeleute ums Leben. Die beiden anderen Schiffe hatten laut des Buches Histoire moderne du pays d’Annam (Moderne Geschichte des Landes Annam) von Charles B. Maybon Mühe, auf der Insel Île de Perles (Perleninsel) Schutz zu finden.
Nach dieser Schlacht schickte die Niederländische Ostindien-Kompanie keine Schiffe mehr nach Cochinchina.

### Kriege gegen die Trịnh-Fürsten
Im Februar 1643 befahl Fürst Trịnh Tráng seinem Sohn Trịnh Tạc, eine Armee zum Angriff auf Nam Bố Chính anzuführen. Die Trịnh-Armee griff massiv an, tötete den Nguyễn-General Bùi Công Thắng, eroberte Nam Bố Chính und rückte zur Station an der Nhật-Lệ-Mündung vor. Zwei Monate danach, im April, befahl Fürst Trịnh Tráng Trịnh Đào, die Festung Trung Hòa anzugreifen. Die Nguyễn-Armee verteidigte standhaft und Trịnh Đào konnte die Stadtmauern nicht überwinden. Als der Sommer kam und immer mehr Trịnh-Soldaten krank wurden, musste Trịnh Tráng den Rückzug anordnen.
Im März 1648 befahl Trịnh Tráng Lê Văn Hiểu, Provinzherzog (Quận công) von Tiến, mit einer Armee zum vierten Mal nach Cochinchina einzudringen. Die Nguyễn-Armee war im Nachteil und die Trịnh-Armee griff daraufhin den Palast in Quảng Bình an. Fürst Nguyễn Phúc Lan und sein Sohn Nguyễn Phúc Tần brachten Hilfstruppen nach Quảng Bình, wobei Nguyễn Phúc Lan persönlich eine große Armee befehligte, die in der Gemeinde Trung Chi aufhielt. Nguyễn Phúc Lan befahl dann General Nguyễn Hữu Tiến, mit 100 Elefanten die Trịnh-Armee um Mitternacht zusammen mit den dahinter folgenden Bodentruppen anzugreifen. Die Trịnh-Armee hatte in dieser Schlacht große Verluste, wurde danach von der Nguyễn-Marine aufgehalten und floh bis zum Ca-Fluss. Im März 1648 wollte die Nguyễn-Armee den Fluss Gianh überqueren, um Bắc Bố Chính anzugreifen. Während dieser Kampagne erkrankte Nguyễn Phúc Lan auf dem Heimweg nach Thuận Hóa und deshalb musste die Nguyễn-Armee zurückziehen.

## Tod und Nachleben
Am 19. März 1648 starb Fürst Nguyễn Phúc Lan. Er hinterließ drei Söhne und eine Tochter, wobei sein zweiter Sohn Nguyễn Phúc Tần, der zu diesem Zeitpunkt 28 Jahre alt war, seine Nachfolge antrat. Nach seinem Tod wurde ihm der postume Titel Thừa Cơ Toản Thống Quân Minh Hùng Nghị Uy Đoán Anh Vũ Hiếu Chiêu Hoàng Đế (承基纘統剛明雄毅威斷英武孝昭皇帝) verliehen und mit dem Tempelnamen Thần Tông (神宗) erhöht.